# Викторија Маринова
Викторија Маринова (буг. Виктория Маринова; 1988 — 6. октобар 2018) била је бугарска новинарка.

## Биографија
Дипломирала је на Универзитету у Русеу. Почела је да ради на бугарској телевизији ТВН, једном од најпопуларнијих медија на североистоку Бугарске. Дана 30. септембра 2018. покренула је нову емисију под називом „Детектор”.
Извештавала је о истрази о наводној корупцији повезаној са фондовима Европске уније. Дана 6. октобра 2018. била је силована и потом убијена у граду Русе на северу Бугарске. Случај је изазвао велику пажњу у Бугарској и ван њених граница због бруталности, али и зато што је Маринова трећа новинарка убијена у Европској унији за годину дана, а четврта од почетка 2017. године. Бугарски државни тужилац потврдио је хапшење бугарског држављанина Северина Красимирова у Немачкој, који је главни осумњичени.
Имала је једно дете, кћерку која је рођена 2011. године.